# Liste der Monuments historiques in Féchain
Die Liste der Monuments historiques in Féchain führt die Monuments historiques in der französischen Gemeinde Féchain auf.

## Liste der Bauwerke
| Bezeichnung           | Beschreibung | Standort                   | Kennzeichnung | Schutzstatus | Datum | Bild |
| --------------------- | ------------ | -------------------------- | ------------- | ------------ | ----- | ---- |
| Polissoir von Féchain | Wetzrille    | Rue Louis-Chantreau (Lage) | PA00107522    | Inscrit      | 1980  |      |